# Yasushi Inoue
Yasushi Inoue (în japoneză 井上靖 Inoue Yasushi, n. 6 mai 1907, Asahikawa, Hokkaidō, d. 29 ianuarie 1991) a fost un romancier, eseist și poet japonez. Tema principală a romanelor lui Yasushi Inoue este singurătatea, înfățișată ca o stare fundamentală a ființei umane, ba chiar ca o negare a vieții, având ca singură consolare frumusețea naturii.
A studiat estetica și filozofia la Universitatea Imperială din Kyoto, pe care a absolvit-o în 1936 cu o teza despre Paul Valéry. Inoue și-a început cariera literară în a doua jumătate a vieții, deși, în tinerețe, poezia a fusese una dintre pasiunile sale, alături de judo. 
A devenit cunoscut după război, odată cu publicarea romanelor istorice 闘牛 Tōgyū (Lupte cu tauri, 1947, pentru care i-a fost acordat importantul premiu Akutagawa pentru literatură) și 猟銃 Ryōjū (Pușca de vânătoare, 1949).
Din anul 1951 s-a dedicat scrisului. A fost membru al Academiei de Arte și președinte al Asociației Literare din Japonia; i-a succedat lui Yasunari Kawabata în funcția de președinte al PEN Clubului japonez.
Opera lui Yasushi Inoue cuprinde peste patruzeci de romane, optzeci de nuvele, un mare număr de proze scurte, mai multe volume de poezii, eseuri și însemnări, jurnale de călătorie, volume de estetică și critică literară. S-a impus ca prozator abia la vârsta de patruzeci și doi de ani cu impresionantele nuvele “Pușca de vânătoare” și “Lupta de tauri”.